# Tomáš Kvapil
Tomáš Kvapil (ur. 18 grudnia 1955 w Ołomuńcu, zm. 28 listopada 2022) – czeski polityk i samorządowiec, parlamentarzysta, w latach 1997–1998 minister rozwoju regionalnego.

## Życiorys
W młodości zaangażowany w ruch skautowy. W 1981 został absolwentem wydziału elektrotechniki Vysoké učení technické v Brně, a w 1995 prawa na Uniwersytecie Masaryka. W okresie komunizmu działał w opozycji demokratycznej. Do 1991 pracował w przedsiębiorstwie TOS Olomouc, następnie kierował spółką zajmującą się mieszkaniami komunalnymi.
Od 1990 należał do Unii Chrześcijańskiej i Demokratycznej – Czechosłowackiej Partii Ludowej, od 1999 do 2003 pełnił funkcję wiceprzewodniczącego partii. W latach 1992–1994 był zastępcą burmistrza Ołomuńca, w 1994 uzyskał mandat w tamtejszej radzie miejskiej. Pełnił funkcję wiceministra ekonomii (1996) i rozwoju regionalnego (1996–1997), następnie od maja 1997 do stycznia 1998 ministra rozwoju regionalnego w drugim rządzie Václava Klausa. W latach 1998–2010 był przez trzy kadencje posłem do Izby Poselskiej. W styczniu 2009 przeszedł wylew, po którym pozostawał w śpiączce przez dłuższy czas, następnie cierpiał na zaniki mowy i częściowy paraliż. Nie powrócił do działalności politycznej po zakończeniu kadencji w 2010.
Był żonaty, miał pięcioro dzieci.